# Presa (Vizcaya)
Presa es una entidad de población española del municipio de Valle de Carranza, perteneciente a la provincia de Vizcaya, en la comunidad autónoma del País Vasco.

## Historia
Hacia mediados del siglo XIX, el lugar ya pertenecía al ayuntamiento de Valle de Carranza. Aparece descrito en el decimotercer volumen del Diccionario geográfico-estadístico-histórico de España y sus posesiones de Ultramar de Pascual Madoz con las siguientes palabras:

PRESA: barrio en la prov. de Vizcaya, part. jud. de Valmaseda, valle y ayunt. de Carranza: tiene parr. dedicada á San Martin y servida por un beneficiado.
(Madoz, 1849, p. 213)

En 2022, tenía empadronados sesenta habitantes.

## Patrimonio
Hay en el lugar una iglesia de San Martín.